# Vegesacker Wal-Kiefer

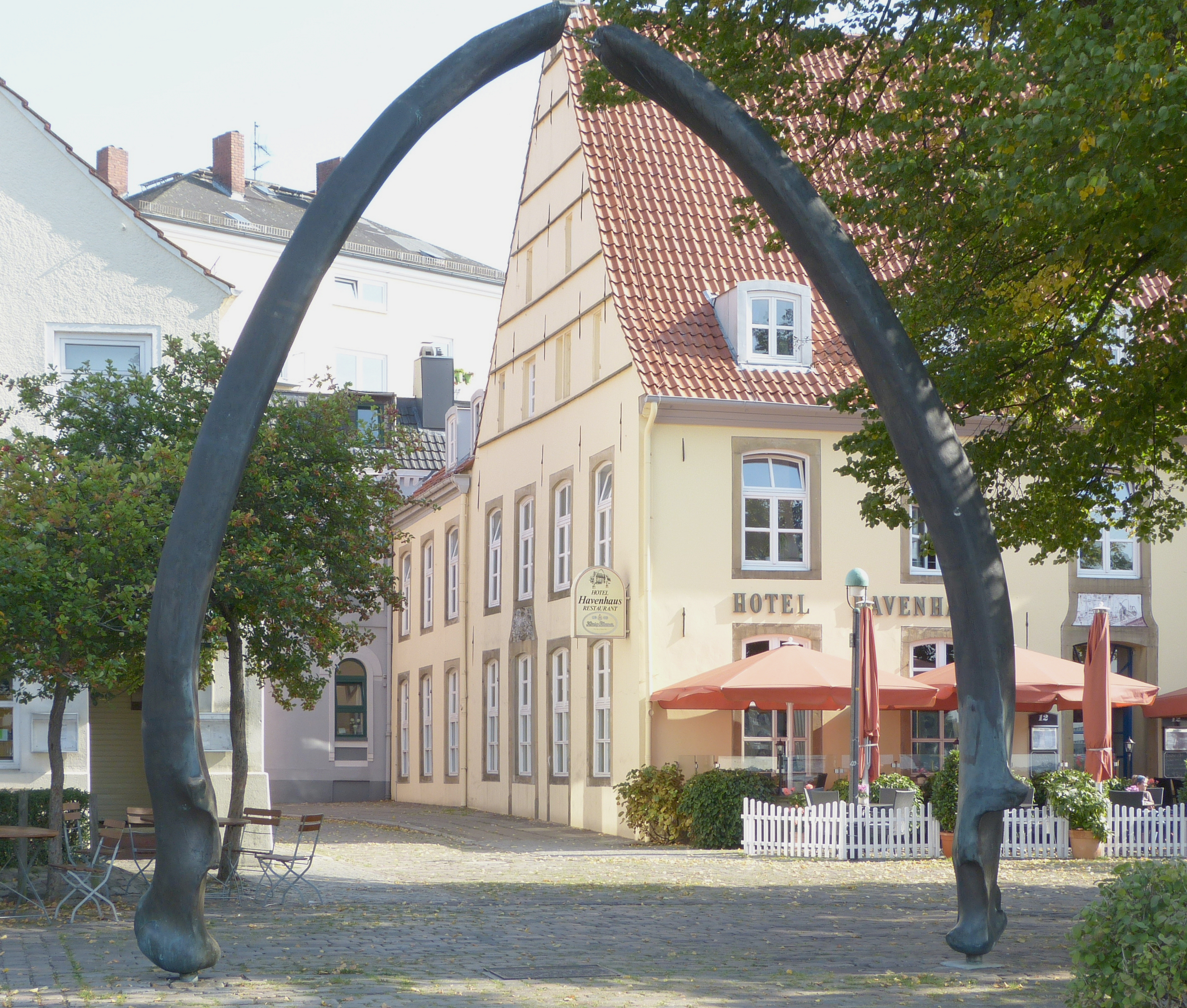
Wal-Kiefer

Der Vegesacker Wal-Kiefer ist ein Denkmal in Bremen-Vegesack am Vegesacker Hafen. Es wurde 1987 aufgestellt und wird in der Liste der Denkmale und Standbilder der Stadt Bremen geführt.

## Denkmal
Das Denkmal auf der Maritimen Meile beim Utkiek am Vegesacker Hafen wurde von der  Bildhauerin Christa Baumgärtel hergestellt. Der Bronze-Abguss ersetzte am 8. Mai 1987 den früher dort stehenden originalen, verwitterten Unterkiefer eines Blauwals von zirka 24 m Länge.
Von Baumgärtel befinden sich in Bremen noch die Kaisenbüste (1985), das Denkmal für Mudder Cordes (1987),  das Denkmal Mann und Frau (1992), das Gräfin-Emma-Denkmal (2009) und das Kaisen-Denkmal (2012).

## Walfang und Vegesack
Den ersten Wal-Kiefer brachte der norwegische Reeder Anders Jahre von seiner Reise mit, schenkte ihn der Stadt und er wurde 1963 beim Utkiek (Plattdeutsch für ‚Ausguck‘) aufgestellt. Die Erinnerungen an die Walfang-Tradition der Walfängerstadt Vegesack wird durch den erneuerten Wal-Kiefer, durch den Wal in der Gerhard-Rohlfs-Straße und die Wal-Schwanzflosse auf der Weserpromenade in der Nähe der Hafeneinfahrt, gepflegt.
Im 17. Jahrhundert entwickelte sich der Vegesacker Hafen zu einem Stützpunkt für den Walfang in der Arktis. 1653 war hierfür eine bremische Grönland-Compagnie gegründet worden. Ab 1830 baute der Werftbesitzer Johann Lange (1775–1844) seine Schiffsflotte auf. 1837 beantragte er eine Konzession für eine Trankocherei und beteiligte sich am Walfang. 1843 wurde in Vegesack eine Aktiengesellschaft „… zum Zweck der Grönlandfischerei …“ gegründet. Der Walfang in der Arktis wurde bis 1872 betrieben. Das Petroleum als neuer Brennstoff machte die Trangewinnung aus Walen unrentabel.